# Cristian Vrânceanu
Cristian Vrânceanu, né le 19 avril 1956 à Bucarest, plus connu sous le nom de Chris Vranceanu, est un footballeur roumain qui évoluait au poste d'attaquant.

## Biographie
Cristian Vrânceanu dispute cinq matchs en Coupe d'Europe des clubs champions et six en Coupe de l'UEFA. Il inscrit son seul but en Coupe d'Europe des clubs champions le 15 septembre 1977, lors du 1er tour disputé face à l'Atlético Madrid. Par la suite, lors de la saison 1979-1980, il inscrit en Coupe de l'UEFA, trois buts en deux matchs face au club chypriote d'Alki Larnaca.

## Palmarès
- Champion de Roumanie en 1975 et 1977 avec le Dinamo Bucarest
- Vice-champion de Roumanie en 1974, 1976, 1979 et 1981 avec le Dinamo Bucarest
- Vainqueur de la Coupe de Roumanie en 1982 avec le Dinamo Bucarest
- Vainqueur de la Cosmopolitan Soccer League (en) en 1986 avec le New York Croatia